# (4218) Demottoni
(4218) Demottoni ist ein Hauptgürtelasteroid, der am 16. Januar 1988 von Henri Debehogne vom La-Silla-Observatorium aus entdeckt wurde.
Der Asteroid wurde nach dem italienischen Astronomen Glauco de Mottoni y Palacios (1901–1988) benannt.